# Олдфийлд Томас
Майкъл Роджърс Олдфийлд Томас (на английски: Michael Rogers Oldfield Thomas) е британски зоолог, описал около 2 хиляди нови вида и подвида бозайници.

## Биография
Олдфийлд Томас е роден през 1858 г. През 1876 г. е назначен в администрацията на Природонаучния музей в Лондон, а през 1878 година е прехвърлен в зоологическия му отдел. През 1891 г. той се жени за богата наследница, което му дава възможност да наеме събирачи на бозайници и да предоставя техните находки на музея. Томас се самоубива през 1929 г., малко след смъртта на съпругата си.